# ErbB4
ErbB-4 — мембранный белок из семейства рецептора эпидермального фактора роста EGFR/ErbB рецепторных тирозиновых протеинкиназ, кодируется геном человека ERBB4.  

## Функция
Семейство ErbB включает 4 мембрано-связанных тирозиновых протеинкиназ (рецептор эпидермального фактора роста, или ErbB-1, а также ErbB-2 и ErbB-3). ErbB-4 играет ключевую роль в качестве поверхностного клеточного рецептора нейрегулинов 1 и 2 и белков семейства эпидермального фактора роста. Он регулирует развитие сердца, центральной нервной системы и молочной железы. Участвует в регуляции транскрипции генов, пролиферации, дифференцировки, миграции и апоптоза клеток. 

## Тканевая специфичность
Высокий уровень экспрессии ErbB-4 обнаружен в мозге, сердце, почках, а также в скелетных мышцах, паращитовидной железе, мозжечке, гипофизе, селезёнке, яичках и молочной железе. Щитовидная железа, лёгкие, слюнные железы и поджелудочная железа продуцируют белок с низким уровнем экспрессии. 

## Клиническое значение
Мутации гена ERBB4 были ассоциированы с развитием карциномы и шизофрении.